# Fidelis Climent Sanchés
Fidelis Climent Sanchés znany też jako Fidelis z Puzol, (hiszp.) Fidel de Puzol, Mariano Climent Sanchis (ur. 8 stycznia 1856 w Puzol na terenie wspólnoty walenckiej, zm. 27 września 1936 pod Sagunto) – hiszpański błogosławiony Kościoła katolickiego, męczennik, kapucyn, ofiara prześladowań antykatolickich okresu hiszpańskiej wojny domowej.

## Życiorys
Był synem Mariano Climent i Mariany Sanchís. Na chrzcie nadano mu imię Mariano (Marian). Gdy został osierocony wychowaniem zajęła się siostra matki Josefa Sanchís. Nie zachowały się wiarygodne informacje o jego dzieciństwie i wykształceniu, prócz faktu pracy koniecznej dla utrzymania. W młodości rozpoczął karierę wojskową. Brał udział w wojnie z karlistami. Do zakonu kapucynów wstąpił w 1880 r. przyjmując imię zakonne Fidelis. Śluby czasowe złożył 14 czerwca 1881 r., a profesję wieczystą 17 czerwca 1884 r. Rozmodlony, pogodny i gorliwy, realizując swoje powołanie pełnił z pokorą obowiązki powierzane mu przez przełożonych w klasztorach na terenie Barcelony, Totany, Orihueli i Massamagrell. Dzięki dojrzałości i łagodnemu usposobieniu już za życia cieszył się opinią świętości. Przestrzeganie Reguły zakonnej, kult maryjny, oddawanie się modlitwie różańcowej, a także cechy osobowości wzbudzały szacunek u współbraci. W ocenie współwyznawców, swoim stylem życia wskazywał wyznawane ideały, będąc jednocześnie żywym i wymownym znakiem Boga poświęcającym się przepowiadaniu Ewangelii i określany był jako człowiek Boży.
Po wybuchu wojny domowej, gdy na fali prześladowań Kościoła katolickiego zlikwidowano klasztor w którym przebywał, udał się z Walencji w strony rodzinne, by tam szukać schronienia. 27 września został zatrzymany przez członków komitetu w Puzol pod pretekstem przewiezienia do przytułku w Sagunto. Fidelis z Puzol został rozstrzelany. Pochowany w zbiorowej mogile na cmentarzu w Sagunto, a jego szczątków nie udało się zidentyfikować.
Proces informacyjny odbył się w Walencji w latach 1957–1959. Beatyfikowany w pierwszej grupie wyniesionych na ołtarze męczenników z zakonu kapucynów zamordowanych podczas prześladowań religijnych 1936–1939, razem z Józefem Aparicio Sanzem i 232 towarzyszami, pierwszymi wyniesionymi na ołtarze Kościoła katolickiego w trzecim tysiącleciu przez papieża Jana Pawła II w Watykanie 11 marca 2001 roku.
Wspomnienie liturgiczne obchodzone jest przez katolików w dzienną rocznicę śmierci (27 września), a także w grupie męczenników 22 września.
Miejscem kultu Fidelisa z Puzol jest archidiecezja walencka.